# Astrofísica nuclear
Astrofísica nuclear é um ramo interdisciplinar da física que envolve colaboração próxima de pesquisadores em várias sub-áreas da física nuclear e astrofísica, com enfâse significativa em áreas como modelagem estelar, medidas e estimativas teóricas de taxas de reações nucleares, cosmologia, astroquímica,  astronomia ótica, de raios-X e de raios gama, e estendendo nosso conhecimento sobre tempos de vida nucleares e suas massas. Em termos gerais, astrofísica nuclear tenta entender a origem dos elementos químicos e a geração de energia em estrelas.

## História
Os princípios básicos de explicação da origem dos elementos e a geração de energia em estrelas foi estabelecido na teoria da nucleossíntese que se juntaram no final dos anos 1950s pelos trabalhos de G. Burbidge, M. Burbidge, W. Fowler, e F. Hoyle num artigo famoso e independentemente por A. Cameron. Fowler é largamente creditado por iniciar a colaboração entre astrônomos, astrofísicos, e físicos nucleares experimentais a qual conhecemos como astrofísica nuclear, ganhando o Prêmio Nobel por isso em 1983.